# Province d'Alonso de Ibáñez
La province d'Alonso de Ibáñez (en espagnol : Provincia de Alonso de Ibáñez) est l'une des 16 provinces du département de Potosí, en Bolivie. Son chef-lieu est la ville de Sacaca. La province porte le nom de José Alonso de Ibáñez, héros de la résistance de la ville bolivienne de Potosí en 1617, considérée comme l'une des premières tentatives d'indépendance dans les colonies espagnoles. Son geste lui coûta la tête.
La province a été créée par la loi du 12 novembre 1923, sous la présidence de Bautista Saavedra, qui l'a séparée de la province de Charcas.

## Géographie
La province d'Alonso de Ibáñez est l'une des seize provinces qui composent le département de Potosí. Elle s'étend entre 17° 56' et 18° 20' de latitude sud et entre 66° 10' et 66° 48' de longitude ouest et couvre une superficie de 2 170 km². Elle est limitée au nord par le département de Cochabamba, au sud-ouest par le département d'Oruro, au sud par la province de Rafael Bustillo, au sud-est par la province de Charcas, au nord-est par la province de Bernardino Bilbao. La province s'étend sur 75 km d'est en ouest et sur environ 55 km dans le sens nord-sud.

## Langue
La langue principale de la province est l'aymara, parlée par 68 % de la population, suivie du quechua (30 %) et de l'espagnol (2 %).

## Population
La population de la province a augmenté de 18 % entre 2001 et 2012 pour atteindre 29 630 habitants. La capitale provinciale est Sacaca, avec 2 862 habitants.
- 23 512 habitants (recensement de 1992)
- 27 775 habitants (recensement de 2001)
- 29 630 habitants (recensement de 2012)

## Administration
La province est subdivisée en deux municipalités (municipios) :
- Sacaca
- Caripuyo